# 第五大道／53街車站
第五大道/53街車站（英語：Fifth Avenue/53rd Street station）是美國紐約地鐵IND皇后林蔭路線的一個地鐵站，位於曼哈頓第五大道及53街交界，設有E線（任何時候停站）與M線（僅平日停站（深夜除外））列車服務。

## 車站結構
| G  | 街道層             | 出入口                                                                 |
| B1 | 夾層               | 閘機、車站詢問處                                                       |
| B2 | 南行               | 往世界貿易中心（第七大道） · 往百老匯交匯（47-50街-洛克斐勒中心）      |
| B2 | 側式月台，左側開門 |                                                                        |
| B3 | 北行               | 往牙買加中心（萊辛頓大道-53街） · 往森林小丘-71大道（萊辛頓大道-53街） |
| B3 | 側式月台，右側開門 |                                                                        |

此地下車站在1933年8月19日開放，設有兩層，上層服務開往曼哈頓下城的列車，下層服務開往皇后區的列車。每層都有一個側式月台和一條軌道。上層以管道形式設計，大約位於街道層以下約60英呎，而下層則為80英呎。兩端都有連接各層的樓梯。
此站以西設有一個交匯處，在此站上層月台南端的控制塔控制。E線列車沿53街西行，而M線列車轉向南進入IND第六大道線。

## 外部連結
- nycsubway.org—IND Queens Boulevard Line: 5th Avenue/53rd Street
- Station Reporter — E Train
- Station Reporter — M Train
- MTA's Arts For Transit — 5th Avenue/53rd Street (IND Queens Boulevard Line)
- Fifth Avenue entrance from Google Maps Street View
- Madison Avenue entrance from Google Maps Street View
- Upper platform from Google Maps Street View